# Tawakel Karman
Tawakel Karman (Ta'izz, 7 de fevereiro de 1979) é uma política e ativista dos direitos humanos iemenita.
Membro sênior da Al-Islah, lidera um grupo por ela fundado, o Mulheres Jornalistas Sem Correntes.
Foi presa devido a queixas de seu marido, que não sabia de seu paradeiro, e solta em liberdade condicional em 24 de janeiro de 2011. Participou do "dia da fúria" em 29 de dezembro. Em 1 de abril de 2011 foi presa novamente.
Foi galardoada com o Prémio Nobel da Paz de 2011, conjuntamente com as liberianas Ellen Johnson-Sirleaf e Leymah Gbowee.